# Arnold Kopelson
Arnold Kopelson est un producteur américain né le 14 février 1935 à New York et mort le 8 octobre 2018 à Beverly Hills en Californie.

## Filmographie

### Cinéma
- 1978 : Psychose phase 3 (The Legacy)
- 1979 : Lost and Found
- 1980 : Fort Bronx (Night of the Juggler)
- 1980 : Mister gaffes (Foolin' Around)
- 1980 : Final Assignment
- 1981 : Accroche-toi, j'arrive (Dirty Tricks)
- 1982 : Porky's
- 1984 : Gimme an 'F'
- 1986 : Platoon
- 1989 : Warlock
- 1989 : Triumph of the Spirit
- 1990 : Fire Birds
- 1991 : Justice sauvage (Out for Justice)
- 1993 : Chute libre (Falling Down)
- 1993 : Le Fugitif (The Fugitive)
- 1995 : Alerte! (Outbreak)
- 1995 : Se7en
- 1996 : L'Effaceur (Eraser)
- 1997 : Meurtre à la Maison-Blanche (Murder at 1600)
- 1997 : Mad City
- 1997 : L'Associé du diable (The Devil's Advocate)
- 1998 : US Marshals
- 1998 : Meurtre parfait (A Perfect Murder)
- 2001 : Pas un mot (Don't Say a Word)
- 2001 : Super papa (Joe Somebody)
- 2004 : Instincts meurtriers (Twisted)

### Télévision
- 1994 : Frogmen (TV)
- 1994 : Past Tense (TV)